# Pierre du Laurens
Pierre du Laurens (né à Paris vers 1618, mort à Belley le 17 janvier 1705) est religieux dans l'ordre de Cluny et évêque de Belley de 1677 à 1705.

## Biographie
Pierre du Laurens est issu d'une famille provençale originaire de Tarascon. Il est le petit-fils d'Antoine du Laurens (1560-1639), avocat au Conseil privé. Son père Robert est conseiller en 1640 puis maitre des requêtes au Parlement de Paris. Deux de ses grands-oncles sont archevêques : Honoré du Laurens et Gaspard du Laurens, respectivement d'Embrun et d'Arles et leur sœur est Jeanne du Laurens.
Il étudie la théologie et est reçu docteur de la Sorbonne et décide d'entrer dans l'ordre de Cluny et devient prieur du collège de l'ordre à Paris et doyen de la faculté de Paris. Il est ensuite vicaire général de l'abbé commendataire puis grand-prieur régulier de trois abbés commendataires successifs Armand de Bourbon-Conti, Jules Mazarin et Rinaldo d'Este. À près de 70 ans, il est désigné en 1677 comme évêque de Belley pour succéder à un autre membre de son ordre Jean-Albert Belin. Il est confirmé le 7 novembre 1678 et consacré en février 1679 par François de Harlay de Champvallon, l'archevêque de Paris. Il prend possession de son diocèse par procuration en 1679 et en personne le 8 juin 1680.
Il y maintient des relations harmonieuses avec son chapitre de chanoines et est à l'origine de l'établissement d'un séminaire en 1682 et de la réfection de l'Hôpital de Belley en 1702. Bien qu'il soit considéré comme un prélat réputé d'une « stricte orthodoxie », il participe avec le doyen de son chapitre et 38 autres évêques de France à l'Assemblée du clergé de 1682 et en approuve les positions empreintes de gallicanisme dans l'affaire de la régale. Il meurt à Belley et est inhumé dans le tombeau qu'il s'était fait édifier dans l'ancienne cathédrale.